# 摩擦ブレーキ
摩擦ブレーキ（まさつブレーキ）とは物体同士の摩擦抵抗を利用した、制動装置の形式の一種で、主に自動車や鉄道車両などに使用される事が多い。また、航空機や新幹線車両、リニアモーターカーなどに装備されている空力ブレーキも摩擦ブレーキに含まれる。

## 概要
摩擦ブレーキは物体の持つ運動エネルギーを熱エネルギーに変換するものと、空気抵抗を利用して、減速させるものの二種類に大別される。摩擦ブレーキのほかには回生ブレーキ、電気ブレーキなどがある。

## 種類

### 踏面ブレーキ
鉄道車両の車輪のレールと接する面（踏面）に摩擦材（制輪子・ブレーキシュー）を押し付けて減速させる制動方式。

### ディスクブレーキ
主に自動車、航空機、鉄道車両、自転車などに採用されている、ブレーキローター（ディスク）を摩擦材（ブレーキパッド）ではさみ、締め付けることで制動力を得る方式。ドラムブレーキにくらべ、放熱性に優れているが、単独での制動力に劣り、大抵の場合、倍力装置により制動力を強化している。

### ドラムブレーキ
主に自動車、オートバイ、自転車などに採用されている、車輪と一緒に回転する円筒形ドラムの内側にブレーキシューを押し付け制動力を得る方式。ディスクブレーキにくらべ、放熱性に劣りフェード現象に陥りやすい反面、倍力装置などに頼らずとも高い制動力を発揮することができる。

### 空力ブレーキ
上記の3種とは異なり、空気力学的な力（空気抵抗）を利用している。
主に航空機などの高速で移動するものに採用され、エアブレーキ、スポイラー、スピードブレーキとも呼ばれる。高速で移動する物体の速度を効率良く落とすことが可能である。